# Bilkisu Yusuf (periodista)

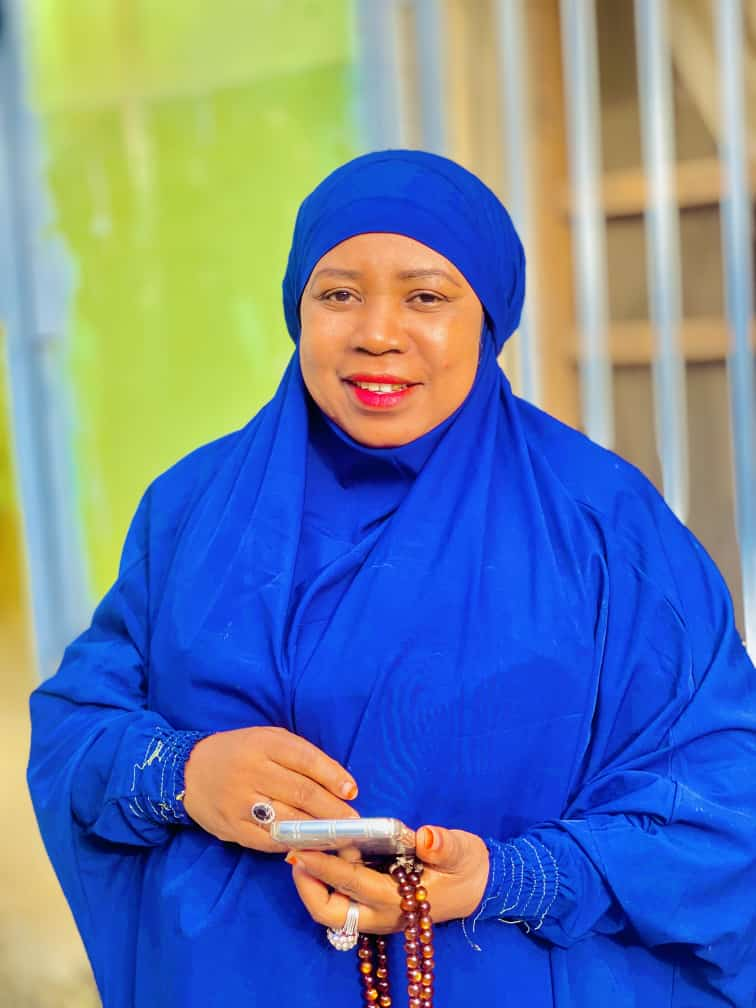
Bilkisu Yusuf Ali

Bilkisu Yusuf (2 de diciembre de 1952–La Meca, 24 de septiembre de 2015) fue una periodista, columnista y editora nigeriana de periódicos de Abuya, Kano y Kaduna en Nigeria. Es conocida por ser la primera mujer en Nigeria directora de un periódico nacional además de ser editora de dos más. Perteneciente a la etnia hausa, de ascendencia yoruba, de religión musulmana, fue feminista, y defensora de la sociedad interreligiosa.

## Trayectoria
Bilkisu Yusuf nació el 2 de diciembre de 1952. Estudió en la escuela primaria Ansar, en Kano en 1964 y en la escuela secundaria en el Government Girls College de Dala.
Obtuvo su licenciatura en ciencias políticas en la Universidad Ahmadu Bello en Zaria; obtuvo su maestría en ciencias políticas y relaciones internacionales en la Universidad de Wisconsin–Madison en Estados Unidos. Se formó en periodismo en la Escuela Internacional de Periodismo del Instituto Estatal de Relaciones Internacionales de Moscú en Moscú en 1986.
Estuvo casada con Alhaji Sanusi Ciroma Yusuf, quien llegó a ser Presidente del Tribunal Supremo. La pareja tuvo dos hijos, Moshood Sanusi Yusuf y Nana Fatima. Tras divorciarse se casó con Mustapha Bintube.
Bilkisu Yusuf fue periodista del Daily Trust y Leadership, ambos periódicos editados en Abuya. Tras su regreso de la Universidad de Wisconsin-Madison, se convirtió en la primera editora del Sunday Triumph de Kano, de 1983 a 1987. También ocupó el título de editora en New Nigerian en 1987 y Citizen Magazine, Kaduna en 1990, ambos de Kaduna. Era conocida por su columna "Civil Society Watch". Participó activamente en la Asociación de Mujeres Periodistas de Nigeria (NAWOJ), que asesoró a jóvenes periodistas en Nigeria.
Yusuf fue asesora del presidente de Nigeria en Asuntos Internacionales. Además activista por los derechos de las mujeres. Fundó varias ONG, como Women In Nigeria (WIN), que fue una de las primeras organizaciones feministas en Nigeria, la Federación de Asociaciones de Mujeres Musulmanas en Nigeria (FOMWAN), la Federación Asociación de Acción Interreligiosa contra la Malaria (NIFAAM), y Fundación para la Reforma Sanitaria de Nigeria (HERFON). Fue directora ejecutiva de Advocacy Nigeria. También participó activamente en Bring Back Our Girls, cuyo objetivo era el regreso seguro de las niñas de Chibok.
Recibió el título honorífico de Hajiya tras completar la peregrinación a La Meca (Haji es la forma masculina). Murió mientras era la líder de mujeres en nombre de la Comisión Nacional Hajj de Nigeria.

### Muerte
El 24 de septiembre de 2015, sobre las 9 de la mañana, una estampida se produjo en una intersección en Mina en Arabia Saudita. Las multitudes se dirigían desde Muzdalifah a Jaramat, donde los peregrinos arrojaban piedras a los pilares para simbolizar la lapidación del diablo durante el Hajj. De allí se dirigirían a la Gran Mezquita de La Meca. Más de 2.000 peregrinos murieron pisoteados durante la estampida y casi 200 de ellos fueron identificados como ciudadanos nigerianos. Bilkisu Yusuf fue identificada entre los muertos en la estampida. Entre los otros nigerianos que murieron pisoteados en la estampida está el profesor Tijjani El-Miskin.
La oficina del Presidente de Nigeria, Muhammadu Buhari, emitió una declaración tras la estampida: "El Presidente Buhari se compadece del Gremio de Editores de Nigeria y del Sindicato de Periodistas de Nigeria por la triste pérdida de Hajiya Bilkisu, una persona ejemplar, dedicada, conocedora, muy creíble y altamente respetada y destacada editora y columnista que, incluso muerta, seguirá siendo un brillante modelo a seguir para los periodistas, dentro y fuera de Nigeria".

## Legado
Bilkisu Yusuf fue uno de los 42 periodistas entrevistados para la referencia enciclopédica Nigerian Journalism escrita por Mike Awoyinfa y Dimgba Igwe.